# Parapachycerina munroi
Parapachycerina munroi är en tvåvingeart som beskrevs av Elisabeth K. Stuckenberg 1971. Parapachycerina munroi ingår i släktet Parapachycerina och familjen lövflugor.
Artens utbredningsområde är Zambia. Inga underarter finns listade i Catalogue of Life.